# 2011年全港運動會排球比賽
第三屆全港運動會排球比賽（英語：The 3rd Hong Kong Games Volleyball Competition），是2011年全港運動會其中一個運動比賽項目。比賽於4月22日至5月15日分別於5個體育館內舉行。本項目於2011年全港運動會新增設。

## 組別
- 本賽事設男子及女子組，每分區可提名最多18人參賽。[2]

## 年齡限制
- 參賽運動員必須年滿12歲(於1999年或以前出生)。 [2]

## 賽制
- 初賽按地域分4組（即港島區、九龍區、新界東區及新界西區）採小組單循環制
- 八強至決賽賽事採單淘汰制。[2]

## 比賽日期及場地
- 隊際項目將於以下地點舉行：
  - 港島區分組初賽將於2011年4月22日至5月8日於港島東體育館舉行。
  - 九龍區分組初賽將於2011年4月18日至5月10日於荔枝角公園體育館舉行。
  - 新界東區分組初賽將於2011年4月29日至5月10日於大埔體育館舉行。
  - 新界西區分組初賽將於2011年4月30日至5月15日於大興體育館舉行。
  - 八強賽至決賽將於2011年5月21日至5月29日於九龍灣體育館舉行。

| 照片 | 場地             | 位置   | 賽事階段         |
| ---- | ---------------- | ------ | ---------------- |
|      | 港島東體育館     | 西灣河 | 港島區分組初賽   |
|      | 荔枝角公園體育館 | 美孚   | 九龍區分組初賽   |
|      | 大埔體育館       | 大埔   | 新界東區分組初賽 |
|      | 大興體育館       | 屯門   | 新界西區分組初賽 |
|      | 九龍灣體育館     | 九龍灣 | 八強賽至決賽     |

## 各項成績
| 項目             | 金牌   | 银牌     | 铜牌   |
| 男子排球（詳細） | 元朗區 | 深水埗區 | 沙田區 |
| 女子排球（詳細） | 葵青區 | 屯門區   | 大埔區 |

## 外部連結
- 第三屆全港運動會官方網頁（中文）